# Jim Kelly (actor)
Jim Kelly (Paris, Kentucky, 5 de mayo de 1946-29 de junio de 2013) fue un actor, artista marcial y tenista estadounidense que apareció en filmes del género de las artes marciales en la década de 1970. Se hizo conocido en 1973 por su actuación en la película Operación Dragón, junto a Bruce Lee.

## Biografía
James Milton Kelly nació en un pueblo llamado Paris en Kentucky, Estados Unidos. Se destacó en la secundaria como deportista en baloncesto y fútbol. Una vez que ingresó a la Universidad de Louisville se interesó fuertemente en las artes marciales japonesas y empezó a estudiar karate Shorin Ryu donde obtuvo su cinturón negro. Posteriormente abrió su propia academia en este estilo.
En 1972, obtuvo un papel como Mr. Williams en la película de artes marciales Operación Dragón compartiendo roles estelares junto a Bruce Lee, Bolo Yeung y John Saxon. 
Jim Kelly en esa película deja patente el racismo imperante en esa época en los Estados Unidos y, posteriormente, la influencia de Bruce Lee en su estilo de combate quedó de manifiesto en apariciones posteriores. De hecho, Kelly quedó muy impresionado con el desarrollado estilo, potencia y simplicidad del artista chino. Al ser entrevistado años después del estreno de la película y cuando Lee ya había fallecido, destaca su influencia en su estilo de combate.
Aprovechando la fama que le brindó Operación Dragón, realizó apariciones en varias películas del género de artes marciales en la década de los setenta  destacando Black Belt Jones en 1974. Sus apariciones disminuyeron a partir de la década de los noventa cuando se empezó a dedicar al tenis.
Kelly falleció el 29 de junio de 2013 a la edad de 67 años. El evento fue anunciado por su exesposa Marilyn Dishman por medio de Facebook sin revelar causas ni lugar de fallecimiento.

## Filmografía
- Melinda (1972)
- Operación Dragón (1973)
- Black Belt Jones (1974)
- Three the Hard Way (1974)
- Golden Needles (1974)
- Take A Hard Ride (1975)
- Hot Potato (1976)
- Black Samurái (1977)
- Death Dimension (1978)
- Hong Kong connection (a.k.a  Black Belt Jones 2) (1978)
- The Amazing Mr. No Legs (1981)
- One Down, Two To Go (1982)
- Stranglehold (1994)
- Undercover Brother (2002)